# Bandera de Llardecans
La bandera oficial de Llardecans té la següent descripció:
Bandera apaïsada, de proporcions dos d'alt per tres de llarg, verda, amb una faixa central blanca, de gruix 1/6 de l'alçària del drap.
Va ser aprovada el 24 d'octubre de 1994 i publicada en el DOGC l'11 de novembre del mateix any amb el número 1971.